# Hoengen
Hoengen (amtliche Schreibweise 1939: Höngen) ist ein östlicher Stadtteil von Alsdorf in der Städteregion Aachen.

## Geschichte
Während der Zeit des Römischen Reichs fand sich im Gebiet des Business-Park Alsdorf-Hoengen eine villa rustica. Diese wurde von etwa 70 n. Chr. bis zum Ende des 4. oder frühen 5. Jahrhunderts n. Chr. bewirtschaftet. Im Hof der Villa befand sich eine befestigte Anlage, die von einem Graben mit Palisade umgeben war. Diese Anlage wird als burgus interpretiert und wurde vermutlich als Schutzbau ab der Mitte des 3. Jahrhunderts n. Chr. errichtet.
Die erste urkundliche Erwähnung als Hongelo erfolgt 1151; Hoengen ist ein Allod der Limburger Herzöge. Heinrich II. (1139–1167) und seine Frau Ermesinde schenkten Gutshof samt Kapelle und Ländereien dem Kloster Floreffe. 1756 wird die St. Sebastianus Schützenbruderschaft Hoengen zum ersten Mal im Kirchenbuch der Mutterpfarre St. Cornelius schriftlich erwähnt, und 1780 wird eine Gebetsbruderschaft zum Heiligsten Herzen Jesu errichtet.
1793 findet die erste Schlacht bei Aldenhoven mit französischen Artilleriestellungen bei Hoengen und Warden auf dem Höhenrücken der Begau statt. 1798 gehört Hoengen zum Kanton Eschweiler im Département de la Roer. Zur Mairie Hoengen gehören Hoengen, Langweiler, Laurenzberg, Obermerz und Warden.
Der Ortsname wird auf einer französischen Landkarte von 1802 und einer preußischen Landkarte von 1846 Heugen geschrieben; zu beachten ist hier, dass französisch eu wie deutsch ö gesprochen wird. Von 1808 bis 1971 gehört Hoengen zum Bezirk des Friedens- und später Amtsgerichts Eschweiler, seit 1972 wie Alsdorf zum Amtsgerichtsbezirk Aachen.

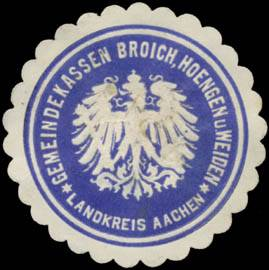
Siegelmarke der Gemeindekassen Broich, Hoengen und Weiden im Landkreis Aachen

1815 fällt Hoengen an Preußen und gehört zum Landkreis Aachen. Bei der Volkszählung von 1843 werden in Hoengen 1353 Einwohner gezählt. Zur Gemeinde Hoengen gehören zu jenem Zeitpunkt die Ortsteile Hoengen, Mariadorf, Blumenrath, Warden und Begau. Von 1927 bis 1971 gehört der Ort zum Arbeitsamtsbezirk Eschweiler.
Die Geschichte von Hoengen als eigenständiger Gemeinde endet am 1. Januar 1972 mit dem Zusammenschluss der Gemeinden Hoengen und Bettendorf sowie der Stadt Alsdorf zur neuen Stadt Alsdorf aufgrund des Aachen-Gesetzes. Die Ortsteile der ehemaligen Gemeinde Hoengen werden dadurch Stadtteile von Alsdorf. Als Namen des Zusammenschlusses schlägt Hoengen Broichtal statt Alsdorf vor, kann sich damit aber nicht durchsetzen.

## Verkehr

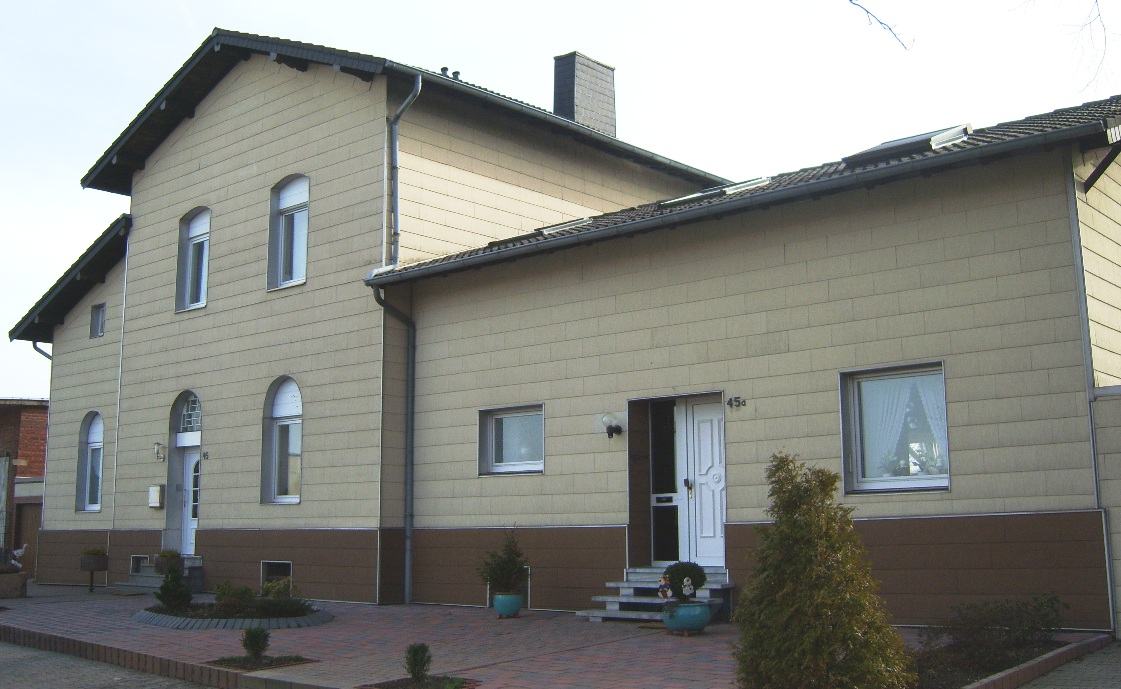
Hoengener Bahnhof 2007

Die nächste Anschlussstelle ist Alsdorf auf der A 44. Bis in die 1990er Jahre hieß sie Alsdorf-Hoengen. Von dort führt eine Umgehungsstraße unmittelbar zur Anschlussstelle Eschweiler-West auf der A 4.
Die AVV-Buslinien 11, 28, 29 und AL4 der ASEAG sowie die AVV-Linie 220 des Rurtalbus verbinden Hoengen mit Alsdorf Mitte, Mariadorf, Würselen, Aachen, Eschweiler, Aldenhoven und Jülich. Die Linie AL6 bedient nur die Haltestellen Hans-Böckler-Straße und die Haltestelle Müschekamp in Hoengen.
| Linie | Betreiber | Verlauf |
| ----- | --------- | --- |
| 11    | ASEAG     | Walheim Hasbach – Walheim – Nütheim – Schleckheim – Oberforstbach / Oberforstbach Gewerbegebiet – Lichtenbusch – Waldfriedhof – Burtscheid – Marienhospital – Aachen Hbf – Misereor – Elisenbrunnen – Aachen Bushof – Ludwig Forum – Talbot – Haaren – Würselen Kaninsberg – Weiden – Vorweiden – Linden-Neusen – (Broich –) Broicher Siedlung – Blumenrath – Montanstraße – Mariadorf – Hoengen |
| 28    | ASEAG     | Alsdorf-Annapark – Schaufenberg – Siedlung Ost – Mariadorf – Hoengen – Warden – Kambach – Kinzweiler – Hehlrath – Röhe – Eschweiler Bushof – Rathaus – Herz-Jesu-Kirche – Weisweiler – Hücheln (– Langerwehe Bf – Langerwehe Schulzentrum) |
| 29    | ASEAG     | (Alsdorf KuBiZ –) Alsdorf-Annapark – Schaufenberg – Siedlung Ost – Blumenrath / Hoengen – Mariadorf |
| 220   | Rurtalbus | Aachen Bushof – Ludwig Forum – Talbot – Mariadorf – Hoengen – (Bettendorf – Siersdorf –) Schleiden – Aldenhoven – Neubourheim – Jülich Walramplatz – Neues Rathaus – Bahnhof/ZOB – (Krankenhaus – Solar Campus –) (Forschungszentrum Bf RTB ←) Forschungszentrum Jülich |
| AL4   | ASEAG     | Mariadorf – Blumenrath – Hoengen – Mariadorf |
| AL6   | ASEAG     | Mariadorf – Begau – Warden – Mariadorf |

Die nächsten Bahnhaltestellen sind seit Dezember 2011 Alsdorf-Mariadorf und Alsdorf-Poststraße der Euregiobahn. Die nächsten DB-Bahnhöfe sind Herzogenrath und Eschweiler Hbf. Hoengen hat heute selbst keinen Bahnanschluss mehr.
Es gab früher einen Haltepunkt Hoengen. Dieser Haltepunkt übernahm den Personenverkehr vom Bahnhof Hoengen Ost, der 1962 im Personenverkehr stillgelegt wurde. Der Haltepunkt Hoengen lag an der Kreuzung Jülicher Straße mit Am Müschekamp/Weißstraße beim Streckenkilometer 13,7. Vor der Stilllegung und Demontage hatte der Haltepunkt einen Seitenbahnsteig und ein Wartehäuschen. Das Wartehäuschen wurde schon kurz vor der Stilllegung entfernt. Heute erinnert nichts mehr an den Haltepunkt von einst. Das Empfangsgebäude ist heute noch erhalten und wird privat genutzt.

## Kirche

### Katholisch

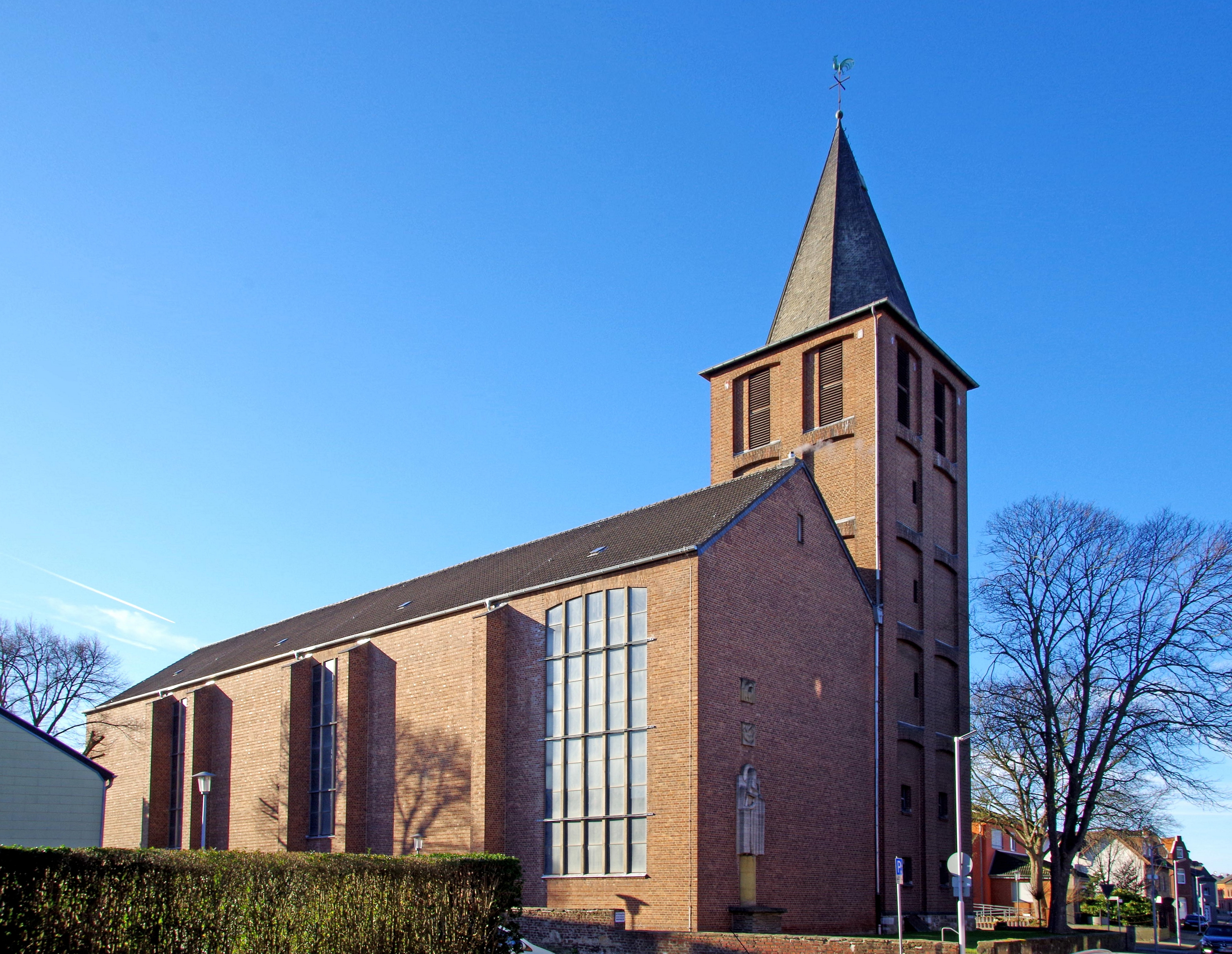
St. Cornelius (Hoengen), Ostseite

Die Kirche St. Cornelius inmitten des alten Ortskerns wurde im Zweiten Weltkrieg völlig zerstört. An ihrer Stelle wurde unter Leitung des Aachener Dombaumeisters Felix Kreusch von 1949 bis 1951 ein Neubau errichtet.

### Evangelisch
Hoengen gehörte viele Jahrhunderte zur evangelischen Kirchengemeinde Lürken und bildet heute zusammen mit dem benachbarten Broichweiden die evangelische Kirchengemeinde Hoengen-Broichweiden. Die zuständige Kirche befindet sich im benachbarten Mariadorf. Beide Orte sind lückenlos zusammengewachsen.

## Bergbau
1848 wurde südlich von Hoengen von dem Bergmeister Eduard Honigmann, dem Friedensrichter Friedrich Boelling und dem Textilfabrikanten Leopold Schoeller das Steinkohlenbergwerk Maria eröffnet. Neben dem Bergwerk entstand in den folgenden Jahren eine an Hoengen angrenzende Siedlung, die zunächst den Namen Mariagrube, später Mariadorf erhielt. Die Grube wurde 1863 in Alsdorf-Hoengener Bergwerke-Aktiengesellschaft umfirmiert und floss 1878 an die Vereinigungsgesellschaft für Steinkohlenbau im Wurmrevier und 1907 durch Fusion an den Eschweiler Bergwerksverein (EBV) und wurde schließlich 1962 geschlossen.
Hoengen hat zwei Berghalden namens Jaspersberg (ehem. Maria I) sowie Maria Hauptschacht.

## Vereine
Hoengen verfügt über ein sehr vielseitiges Vereinsleben. Für den Sportbereich gibt es die TTG RS Hoengen (Tischtennis; 1. Bundesliga 1998–2002, TT-Inter-Cup Gewinner 1999, ETTU-Europapokal-Sieger 2000), den Hoengener SV (Fußball), den Schwimmverein, von der Deutschen-Lebens-Rettungs-Gesellschaft die Ortsgruppe Hoengen und ein Schwimmverein für Wettkampfschwimmer, den SCAH (Schwimmclub Alsdorf Hoengen) einen Radsportverein sowie den HTC (Turnverein). Für Musiker gibt es die Trommler- und Pfeif(f)er Korps Vereinte Freunde und Blue Jackets sowie den Kirchenchor St. Cornelius nebst der gleichnamigen Blockflötengruppe.
Ebenfalls den Kirchlichen Vereinen sind die St. Sebastianus Schützen zuzuordnen.
Für den Karneval zeigt sich die Hoengener KG Blaue Funken 1933 e. V. verantwortlich.

## Rivalität
Zwischen den Ortsteilen Mariadorf und Hoengen besteht eine Rivalität, die nicht nur bei sportlichen Wettbewerben sichtbar wird.

## Veranstaltungsorte
Für Saalveranstaltungen steht mitten im Ort eine Mehrzweckhalle für etwa 600 Personen zur Verfügung. Für Veranstaltungen im Freien werden die Plätze an der Hermann-Josef Grundschule sowie der Kirchplatz im Kirchgäßchen genutzt.

## Söhne und Töchter des Ortes
- Gustav Kampendonk (* 30. Mai 1909; † 29. Juni 1966 in Berlin), Drehbuchautor.